# 安藤昌益資料館
安藤昌益資料館（あんどうしょうえきしりょうかん）は青森県八戸市にある、江戸時代の思想家安藤昌益に関する博物館である。

## 沿革
市民団体「安藤昌益資料館をつくる会」によって設立された。資料館設立にあたり、八戸酒類が1973年に建てた蔵を「八戸市中心市街地の活性化につながる」として提供した。
- 2008年11月28日 - 「安藤昌益資料館をつくる会」発足[2]。
- 2009年10月3日 - オープン[3]。
- 2009年12月12日 - 「安藤昌益資料館を育てる会」へ組織を移行。

## 主な展示物
盛岡市や東京、昌益の出身地である秋田県大館市などにある昌益関連資料を、デジタル技術で複製した資料を展示している。
- 「稿本自然真営道」（東京大学総合図書館所蔵）
- 「八戸藩日記」（昌益関連の記述部分。八戸市立図書館所蔵）

## 利用案内
安藤昌益資料館は八戸市八日町に位置し、八戸酒類の八鶴蔵試飲展示場の1・2階にある。
- 開館日：毎週月・水 - 日曜日
- 休館日：毎週火曜日、お盆・年末年始
- 営業時間：11:00 - 16:00
- 入館料：一般300円、高校生以下無料

## 交通アクセス
- JR東北新幹線・八戸駅よりタクシーで20分、JR八戸線、本八戸駅より徒歩10分
- 八戸市営バス/南部バス/十鉄バス八戸中心街ターミナル（八日町）下車徒歩5分
- 八戸市八日町の旧河内屋橋本合名会社の裏側